# 1083 Salvia
1083 Salvia è un asteroide della fascia principale. Scoperto nel 1928, presenta un'orbita caratterizzata da un semiasse maggiore pari a 2,3302802 UA e da un'eccentricità di 0,1812832, inclinata di 5,13137° rispetto all'eclittica.
Il suo nome fa riferimento alle piante del genere Salvia.